# Valverde de Mérida
Valverde de Mérida é um município da Espanha na comarca de Tierra de Mérida - Vegas Bajas, província de Badajoz, comunidade autónoma da Estremadura, de área 52,7 km². Em 2021 tinha 1 036 habitantes (densidade: 19,7 hab./km²).
Aqui se travou, em 1385, a Batalha de Valverde, na qual os portugueses derrotaram os castelhanos e consolidaram a independência nacional.[carece de fontes?]

## Demografia
| Variação demográfica do município entre 1991 e 2004 [carece de fontes?] | Variação demográfica do município entre 1991 e 2004 [carece de fontes?] | Variação demográfica do município entre 1991 e 2004 [carece de fontes?] | Variação demográfica do município entre 1991 e 2004 [carece de fontes?] |
| ----------------------------------------------------------------------- | ----------------------------------------------------------------------- | ----------------------------------------------------------------------- | ----------------------------------------------------------------------- |
| 1991                                                                    | 1996                                                                    | 2001                                                                    | 2004                                                                    |
| 1160                                                                    | 1124                                                                    | 1153                                                                    | 1128                                                                    |